# Benito Juárez

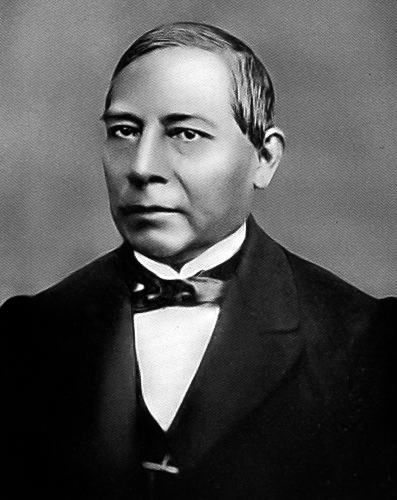
Benito Juárez (19e eeuw)

Benito Pablo Juárez García (San Pablo Guelatao, 21 maart 1806 - Mexico-Stad, 18 juli 1872) was een liberaal Mexicaans politicus en jurist. Van 1858 tot 1872 was hij president van Mexico, waarvan een groot deel in oppositie tegen de conservatieven dan wel de regering van keizer Maximiliaan. Juárez wordt vaak beschouwd als Mexico's grootste en meest geliefde leider. Hij was een Zapoteeks indiaan en Amerika's eerste president van volledig indiaanse origine. Juárez wordt gezien als een progressieve hervormer, toegewijd aan democratie, gelijke rechten en tegen de grote macht die de Rooms-Katholieke Kerk toentertijd in de Mexicaanse politiek had.

## Levensloop
Benito Juárez werd geboren in het dorp San Pablo Guelatao in de deelstaat Oaxaca. Zijn ouders waren gestorven voor zijn vierde verjaardag. Hij werkte in maïsvelden en als herder tot op zijn twaalfde, toen hij naar de stad Oaxaca liep om onderwezen te worden. Op dat moment was hij analfabeet en sprak hij alleen Zapoteeks.
Antonio Salanueva, een franciscaan ontfermde zich over hem. Hij was onder de indruk van Juárez' intelligentie en zorgde ervoor dat hij werd aangenomen op het seminarie. Hij beëindigde zijn opleiding aldaar in 1827 en ging toen rechten studeren. Juárez raakte betrokken in liberale kringen en steunde in 1828 de presidentscampagne van Vicente Guerrero. In 1833 werd hij in het Congres van Oaxaca gekozen. Hij steunde de liberale president Valentín Gómez Farías en promootte zijn onderwijshervormingen in Oaxaca, maar na diens val zag hij zich gedwongen zijn zetel op te geven en voor enige maanden de staat te ontvluchten.
Juárez werd advocaat in 1834 en rechter in 1842. Juárez werd in 1846 in de Kamer van Afgevaardigden gekozen en verhuisde naar Mexico-Stad. In Mexico-Stad trad hij toe tot de vrijmetselarij. Daar het Congres wegens de Mexicaans-Amerikaanse Oorlog een jaar later werd ontbonden, keerde hij terug naar Oaxaca, waar hij tot gouverneur werd gekozen. Tijdens zijn termijn zette hij zich vooral in voor de verbetering van het onderwijs en de infrastructuur. In 1853 werd hij ontslagen en het land uit gestuurd omdat hij kritiek had geuit op president Antonio López de Santa Anna. Hij verhuisde naar New Orleans, waar hij contact zocht met andere liberalen zoals Melchor Ocampo.
Juárez keerde terug naar Mexico in 1855 en sloot zich aan bij Juan Álvarez die de Revolutie van Ayutla leidde tegen Santa Anna. De liberalen wisten Santa Anna te verdrijven en Juárez werd minister van Justitie en vicepresident onder de gematigde liberaal Ignacio Comonfort. De periode die volgde op de Revolutie van Ayutla staat bekend als de Reforma. De liberalen probeerden in deze periode een moderne, seculiere samenleving te creëren. Juárez stelde in 1855 de Wet-Juárez op, waarbij iedere Mexicaan gelijk werd volgens de wet en privileges voor de kerk en het leger werden afgeschaft. Hij schreef mee aan een nieuwe grondwet, waarin kerk en staat werden gescheiden en het institutioneel grondbezit werd afgeschaft. Deze grondwet werd van kracht in 1857.
De conservatieven kwamen echter in opstand vanwege het antikerkelijke karakter van de nieuwe regering. Comonfort, te liberaal voor de conservatieven en te conservatief voor de liberalen, werd afgezet. De conservatief Félix María Zuloaga riep zich tot president uit. Hierop vormden de liberalen een tegenregering met Juárez als president; de Hervormingsoorlog brak uit. Tijdens deze oorlog had de liberale regering haar zetel in Vera Cruz. Tijdens deze oorlog vaardigde Juárez een wet uit waarbij alle kerkelijke goederen werden geconfisqueerd.
In 1860 werden de conservatieven verslagen en op 1 januari 1861 maakte Juárez zijn intrede in Mexico-Stad. Later dat jaar werd hij tot president gekozen. Door de burgeroorlog was Mexico diep in de schulden terechtgekomen. Juárez nam hierop een gewaagde stap: hij weigerde de buitenlandse schulden af te betalen.
Hierop viel Frankrijk Mexico binnen in 1861, gesteund door Spanje en het Verenigd Koninkrijk. De Franse keizer Napoleon III had grotere plannen; hij wilde er een marionettenregering stichten. Toen de Britten en Spanjaarden hierachter kwamen, trokken ze zich terug. Na hevige gevechten werd de regering-Juárez gedwongen te vluchten naar het noorden van het land. Juárez leidde de Mexicaanse oppositie tegen de Fransen en hun marionettenregering van keizer Maximiliaan van Habsburg. Maximiliaan bood Juárez amnestie en de post van eerste minister aan, maar Juárez weigerde monarchie of een regering opgelegd door een vreemde mogendheid te accepteren. In 1865 vestigde hij zich in Paso del Norte (het huidige Ciudad Juárez), helemaal tegen de Amerikaanse grens. Hij weigerde echter het land te verlaten omdat hij zichzelf als de verpersoonlijking van de republiek beschouwde.
Juárez wist zich te verzekeren van de steun van de Verenigde Staten (Juárez en Abraham Lincoln waren wederzijdse bewonderaars) terwijl in Europa een oorlog tussen Frankrijk en Pruisen dreigde. Onder internationale druk besloot Frankrijk tot een geleidelijke terugtrekking van zijn troepen in Mexico, waardoor de republikeinen snel het grootste deel van Mexico wisten te heroveren. In 1867 werden de laatste Franse Maximiliaan-getrouwe troepen verdreven. Juárez liet Maximiliaan executeren, onder groot internationaal protest. De meeste Europese monarchieën (waaronder Nederland en België) verbraken de betrekkingen met 'koningsmoordenaar' Juárez, maar ook Victor Hugo en Giuseppe Garibaldi, die Juárez' republicanisme steunden, veroordeelden de terechtstelling.
In hetzelfde jaar werd Juárez herkozen en hij zette zijn hervormingen voort. Veel van zijn medeliberalen vonden dat Juárez tijdens de interventie zijn diensten bewezen had en dat hij nu plaats moest maken voor een ander. Porfirio Díaz, een generaal die in de eindfase van de oorlog tegen de Fransen onder andere Mexico-Stad had weten in te nemen vond dat hij nu het recht had president te worden. Juárez zelf vond juist dat de Franse interventie een hinderlijke onderbreking was geweest, en dat zijn hervormingswerk nu pas kon beginnen.
In 1871 werd Juárez weer herkozen, zeer tegen de zin van veel medeliberalen, die herverkiezing als iets tirannieks zagen. Díaz proclameerde nu het plan van La Noria, waarin hij opriep tot omverwerping van Juárez. Met veel moeite werd deze opstand neergeslagen. Door deze opstand, en door het feit dat zijn vrouw in 1871 was overleden, was de gezondheid van Juárez echter hard achteruitgegaan. Hij overleed in het harnas in 1872 aan een hartaanval toen hij aan zijn bureau aan het werk was. Hij werd opgevolgd door zijn minister van Buitenlandse Zaken en volgeling Sebastián Lerdo de Tejada.

## Betekenis

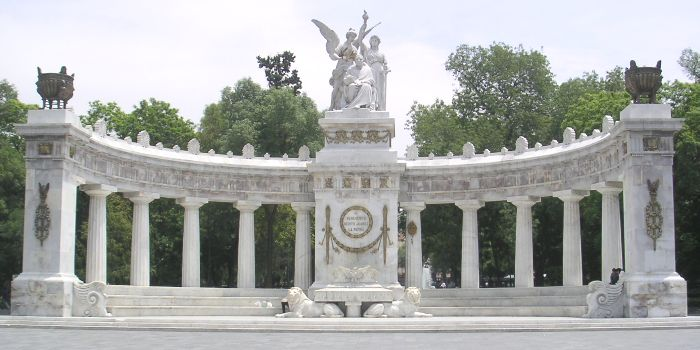
Het monument voor Benito Juárez in het Alamedapark in Mexico-Stad

Juárez wordt beschouwd als een van de bekwaamste leiders die Mexico ooit heeft voortgebracht. Hij wist twee oorlogen te winnen. Vooral zijn weerstand tegen de Fransen en de royalisten maakte indruk. In de eerste decennia na de onafhankelijkheid werd Mexico voortdurend lastiggevallen door Europese mogendheden en de Verenigde Staten. Door Juárez' overwinning in 1867 werd duidelijk gemaakt dat Mexico niet met zich liet sollen. Over het hele Amerikaanse continent werd hij daarmee populair. Hij kreeg dan ook als bijnaam Benemérito de las Américas, weldoener van de Amerika's. Ook onder Europese republikeinen, en later onder anti-imperialisten, werd hij populair.
De Reforma maakte een eind aan veel verouderde toestanden. De macht van de katholieke kerk werd sterk teruggedrongen. Een liberale laissez-faire markteconomie verving de haast feodaal georganiseerde economie. De hervormingen hadden echter ook een keerzijde. Doordat er een einde werd gemaakt aan gezamenlijk landeigendom, kwamen veel indiaanse gemeenschappen zonder land te zitten, en werden de boeren gedwongen te werken op de haciënda's van grootgrondbezitters. Het liberale staatsbestel wist zich niet lang te handhaven. Onder Porfirio Díaz (reg. 1876-1911) werd de macht steeds geconcentreerder aan de top en van een democratie was nauwelijks meer sprake. Of dit een logisch gevolg was van Juárez' hervormingen of dat het er juist tegenin gaat is onderwerp van discussie onder historici.

## Persoonlijk
Juárez' ouders, Marcelino Juárez en Brigida García, overleden beiden in 1809. Hij had drie zusters, Maria Josefa, Rosa en Maria Longino. Juárez was de vader van twaalf kinderen, van wie tien bij zijn vrouw Margarita Maza, met wie hij in 1843 trouwde. Vijf van zijn kinderen overleden op jonge leeftijd. Een van zijn kinderen was in 1859 het eerste kind dat in de door hem ingevoerde burgerlijke stand werd geregistreerd. Juárez' zoon Benito werd tijdens de Mexicaanse Revolutie gouverneur van Oaxaca. Zijn dochter Manuela trouwde met de Cubaanse onafhankelijkheidsstrijder Pedro Santacilia. Zijn dochter Rosario trouwde met de Nederlandse spoorwegingenieur Jan Willem Conrad, die werkzaam was in Ensenada, Argentinië.

## Trivia
- Een bekende uitspraak van Juárez is: El respeto al derecho ajeno es la paz, wat betekent "Respect voor de rechten van anderen is vrede". De tekst komt voor op de vlag van Oaxaca.
- De verjaardag van Benito Juárez (21 maart) is een nationale feestdag in Mexico.
- Juárez kwam voor in films van Paul Muni (1939), Jason Robards, Sr. (1940), Fausto Tozzi (1965), Helmut Schellhardt (1988) en Luis Valdez (1994).
- Benito Juárez is afgebeeld op het bankbiljet van 20 Mexicaanse peso.
- Benito Mussolini was naar Benito Juárez vernoemd door zijn vader.
- Benito Juárez is voor zover bekend met 1 meter 37 de kleinste leider ooit.[1]

- Bibsys: 90758840
- Biblioteca Nacional de España: XX1161786
- Bibliothèque nationale de France: cb12026848h (data)
- Catàleg d'autoritats de noms i títols de Catalunya: 981058528802606706
- Digitale Bibliotheek voor de Nederlandse Letteren: juar002
- Gemeinsame Normdatei: 118640046
- International Standard Name Identifier: 0000 0001 2142 4505
- Library of Congress Control Number: n50038833
- National Archives and Records Administration: 10581845
- Nationale Bibliotheek van Tsjechië: jo20000080567
- Nationale bibliotheek van Australië: 35492040
- Nationale Bibliotheek van Israël: 987007272821705171
- Nationale Bibliotheek van Polen: a0000001859877
- Nederlandse Thesaurus van Auteursnamen: 070754896
- SNAC: w6513xrw
- Système universitaire de documentation: 028431871
- Trove: 972523
- Virtual International Authority File: 86911170
- WorldCat: E39PBJqBkp6DqHVyVPPRPyBVmd